# Transzportjelenség
Transzportjelenség fogalmán a vizsgált rendszert leíró extenzív fizikai mennyiségnek, a tér egyik részéből egy másik részébe történő elmozdulását, átadását, szállítását értjük. A jelenség hajtóereje az adott extenzív mennyiséghez szorosan kapcsolódó intenzív mennyiség különbözősége, illetve az intenzív mennyiség így kialakult gradiense a rendszeren belül.
Az alábbi folyamatok tartoznak a transzportjelenségek közé:
- anyagmennyiség-transzport (diffúzió)
- impulzustranszport (viszkózus folyás)
- hőtranszport (hővezetés)
- elektromostöltés-transzport (elektromos vezetés)

A folyamatok során rendre kémiai anyagmennyiség, impulzus, hő, valamint elektromos töltés jut el – áramlással, átadással, vezetéssel – a vizsgált rendszer adott részéből egy másik, adott részébe.
A transzportjelenségek vizsgálatában elért eredményeiért Lars Onsager norvég fiziko-kémikus 1968-ban kémiai Nobel-díjat kapott.

## Példák
Tapasztalatból ismerjük, hogy ha a rendszeren belül például a hőmérséklet pontról pontra nem azonos, akkor önként olyan folyamat indul el, hogy a hőmérséklet kiegyenlítődjék. Hő áramlik a nagyobb hőmérsékletű helyről a kisebb felé. A transzportjelenség neve: hővezetés.
Ha egy többkomponensű rendszeren belül valamely komponens koncentrációja (kémiai potenciálja) nem azonos, akkor önként olyan folyamat indul el, hogy a koncentráció kiegyenlítődjék – meghatározott anyagi részecskék áramlanak a nagyobb koncentrációjú helyről a kisebb felé. A transzport jelenség neve: diffúzió.
{\displaystyle {\frac {1}{A}}{\Bigl (}{\frac {\partial n_{i}}{\partial t}}{\Bigr )}_{z}=-D{\Bigl (}{\frac {\partial c_{i}}{\partial z}}{\Bigr )}_{t}}
ahol A az adott felület, D a diffúziós együttható. Az egyenlet bal oldala az anyagmennyiség fluxusa (egységnyi felületen egységnyi idő alatt áthaladó anyagmennyiség), a jobb oldalon található parciális derivált a koncentráció gradiense.
Ha egy áramló fluidum-rendszeren belül a részecskék sebessége nem azonos, akkor impulzus-átadással igyekszenek azonos sebességre szert tenni. A transzportjelenség neve: viszkozitás.
Ha elektromos töltéssel rendelkező rendszerben (ionokat tartalmazó rendszer) az elektromos potenciál nem azonos, akkor a töltéssel rendelkező részecskék a térerőtől és töltésük minőségétől függően meghatározott irányba mozdulnak el. A transzportjelenség neve: elektromos vezetés.

## Néhány fontosabb transzportjelenség
| Törvény          | Extenzív mennyiség fluxusa | Intenzív mennyiség feszültsége | vezetőképesség            |
| Fourier          | belső energia              | hőmérséklet                    | hővezetőképesség          |
| Ohm              | elektromos töltés          | elektromos potenciál           | elektromos vezetőképesség |
| Fick             | tömeg                      | sűrűség                        | diffúziós együttható      |
| Hagen-Poiseuille | térfogat                   | nyomás                         | térfogat-vezetőképesség   |
| Darcy            | térfogat                   | nyomás                         | szivárgási együttható     |
| Newton           | impulzus                   | sebesség                       | viszkozitási együttható   |

## Áram, fluxus, hajtóerő
A transzport (vezetés, szállítás) során tehát valamilyen extenzív fizikai mennyiség (tömegtől függő) árama alakul ki intenzív fizikai mennyiség, gradiensének, mint termodinamikai „hajtóerőnek” a hatására.
Valamely Y-nal jelölt extenzív mennyiség áramán (J) az extenzív mennyiség időegységre eső megváltozását értjük. Ha ezt az áramlás keresztmetszetére, azaz felületegységre vonatkoztatjuk, az áramsűrűséget (j) kapjuk. Az áramsűrűségnek gyakran használatos másik megnevezése a fluxus. Vagyis az áram és az áramsűrűség definíció szerint:
{\displaystyle J={\frac {\mathrm {d} Y}{\mathrm {d} t}}}, illetve
{\displaystyle j={\frac {J}{A}}={\frac {\mathrm {d} Y}{A\mathrm {d} t}}}.

## Áramsűrűségek
A fent említett hajtóerők és a hatásukra kialakuló áramsűrűségek vektor jellegű mennyiségek. Irányuk egymással ellentétes, amit a kifejezésekben negatív előjellel veszünk figyelembe. Az áramsűrűségek az alábbiak:
Viszkozitás esetén: impulzus áramsűrűség: jmv
{\displaystyle j_{mv}={\frac {\mathrm {d} mv}{A\mathrm {d} t}}=-\eta {\frac {\mathrm {d} v}{\mathrm {d} x}}=-\eta \ \mathrm {grad} v}.
Diffúzió esetén: komponens (anyagmennyiség) áramsűrűsége: jn
{\displaystyle j_{n}={\frac {\mathrm {d} n}{A\mathrm {d} t}}=-D{\frac {\mathrm {d} c}{\mathrm {d} x}}=-D\ \mathrm {grad} c}.
Hővezetés esetén: hő áramsűrűség: jQ
{\displaystyle j_{Q}={\frac {\mathrm {d} Q}{A\mathrm {d} t}}=-\lambda {\frac {\mathrm {d} T}{\mathrm {d} x}}=-\lambda \ \mathrm {grad} T}.
Elektromos vezetés esetén: elektromos töltés áramsűrűség: jq
{\displaystyle j_{q}={\frac {\mathrm {d} q}{A\mathrm {d} t}}=-\kappa {\frac {\mathrm {d} U}{\mathrm {d} x}}=-\kappa \ \mathrm {grad} U}.
A fenti összefüggéseket megvizsgálva az mondható, hogy a transzport jelenségek mennyiségi viszonyait ugyanolyan típusú differenciál egyenlet írja le: a megfelelő transzport során kialakuló áramsűrűség (fluxus) egyenesen arányos a megfelelő hajtóerővel és egy ún. vezetési együtthatóval:
{\displaystyle j=\ -LX}, áramsűrűség vagy fluxus
{\displaystyle L=\eta ,\ D,\lambda ,\kappa } vezetési együtthatók
{\displaystyle X={\frac {\mathrm {d} v}{\mathrm {d} x}},{\frac {\mathrm {d} c}{\mathrm {d} x}},{\frac {\mathrm {d} T}{\mathrm {d} x}},{\frac {\mathrm {d} U}{\mathrm {d} x}}}, hajtóerők

## Kereszteffektusok
Egy-egy intenzív mennyiség gradiensének hatására többféle extenzív mennyiség árama alakulhat ki. Úgynevezett kereszteffektusok lépnek fel. Például elektromos térerőben elektromos töltés transzport megy végbe, de elektrolitok esetén szükségszerűen komponens transzport (elektrolízis) is lejátszódik, mert maguk az ionok szállítják a töltéseket. Fémes vezetők esetén pedig a töltés szállítással együtt hőáram is kialakulhat (Peltier-effektus).
Hasonló okok miatt hőmérséklet gradiens hatására nem csak hőáram jön létre, hanem komponens áram (termodiffúzió) és elektromos töltésáram (Seebeck-effektus) is kialakulhat.
A hajtóerők és a transzportok közötti kapcsolatot és a megfelelő folyamatotokat az alábbi táblázat összefoglalóan mutatja be.

## Transzport jelenségek összefoglaló táblázata
|                           | gradv                | gradc                 | gradT                                  | gradU                                 |
| ------------------------- | -------------------- | --------------------- | -------------------------------------- | ------------------------------------- |
| Impulzusáram, Imv         | Viszkozitás,η Newton |                       |                                        |                                       |
| Anyagmennyiségáram, In    |                      | Diffúzió, D Fick      | Termodiffúzió, Soret                   | Elektrolízis, Faraday                 |
| Hőáram, IQ                |                      | Termodiffúzió, Dufour | Hővezetés, λ Fourier                   | Hőelektromosság, hőszivattyú, Peltier |
| Elektromos töltésáram, Iq |                      | Ülepedés, Dorn        | Termoelektromosság, termoelem, Seebeck | Elektromos vezetés, κ Ohm             |

Megjegyzés: az U betű a Fourier-törvénynél a belső energiát jelöli, míg az Ohm-törvénynél a villamos feszültséget.